# Saint-Georges-Montcocq
Saint-Georges-Montcocq település Franciaországban, Manche megyében. Lakosainak száma 983 fő (2022. január 1.). Saint-Georges-Montcocq La Meauffe, Agneaux, Le Mesnil-Rouxelin, Rampan és Saint-Lô községekkel határos.

## Népesség
A település népessége az elmúlt években az alábbi módon változott:
| Lakosok száma | 612  | 728  | 858  | 844  | 823  | 884  | 919  | 955  | 964  | 983  |
|               | 1968 | 1982 | 1990 | 2006 | 2013 | 2015 | 2017 | 2019 | 2020 | 2022 |